# (32803) 1990 SR1
(32803) 1990 SR1 là một tiểu hành tinh vành đai chính. Nó được phát hiện bởi Henry E. Holt ở Đài thiên văn Palomar ở Quận San Diego, California, ngày 18 tháng 9 năm 1990.